# 하나뿐인 당신
《하나뿐인 당신》은 1999년 4월 5일부터 1999년 10월 8일까지 방영된 문화방송 일일연속극이다.

## 기획 의도
서울 변두리 서민 생활의 희로애락과 젊은이들의 사랑을 그린 드라마

## 등장 인물
- 김희애 : 장서영 역 - 4남매의 장녀, 컴퓨터 디자인 회사 직원
- 박찬환 : 박형규 역 - 서영의 남편
- 장미나 : 박유나 역 - 서영과 형규의 딸
- 변우민 : 장재민 역 - 4남매의 장남, 사법고시에 합격
- 유오성 : 장재훈 역 - 4남매의 차남
- 김현수 : 장서윤 역 - 4남매의 차녀
- 백일섭 : 장필선 역 - 4남매의 아버지
- 김윤경 : 김지선 역 - 4남매의 어머니
- 김인태 : 장대길 역 - 4남매의 할아버지
- 임희태 : 장대선 역 - 대길의 늦둥이 아들
- 정혜선 : 이옥분 역 - 4남매의 할머니
- 윤미라 : 차옥자 역 - 대길의 첩, 대선 모
- 박주아 : 장필순 역 - 고모, 대길의 여동생
- 김수미 : 미연 모 역 - 자산가
- 조재현 : 나경환 역 - 서영의 직장상사 (중도 하차)
- 이민영 : 이은선 역 - 재훈의 연인, 고아 출신
- 송선미 : 서미연 역 - 재민의 연인
- 이찬 : 찬우 역 - 서윤의 친구 (중도 하차)
- 안재환 : 기준 역 - 서윤의 친구 (중도 하차)
- 김복희 : 서영 시모 역 (중도 하차)
- 한영숙 : 서영 시이모 역 (중도 하차)
- 김승수 : 선재 역 - 미연을 짝사랑하는 고시생 (중도 투입)
- 장서희 : 영주 역 - 재민의 맞선 상대 (중도 투입)
- 최불암 : 경환 부 역 (특별출연)
- 박정숙
- 손종범
- 신신애
- 조재혁
- 김일웅
- 박형선
- 구민지
- 김상엽
- 박혜정
- 박주희
- 송일국
- 이승아
- 함신영
- 홍은희
- 허성수
- 최범호
- 안해수

## 시청률
- 1회 시청률(26.5%)은 동시에 시작한 최수종과 채시라 주연의 KBS1 일일연속극 <사람의 집>의 1회 시청률(25.4%)보다 높았다.[1]
- 그러나 방영 2주째에 접어들면서 <사람의 집>이 <하나뿐인 당신>을 5% 차로 앞서나가기 시작하면서, <보고 또 보고>가 방영되는 1년 동안 동시간대 1위였던 MBC 뉴스데스크가 KBS 뉴스 9에 5% 이상 뒤지는 지경까지 이르렀다.[2]
- 이후 시청률은 15% 이하로 떨어졌고 방영 2달 만에 조기종영설이 돌았으나[3], 이후 시청률이 조금 상승하여 20% 내외의 시청률을 기록하며 예정된 6개월의 방영 기간을 채울 수 있었다.

## 결방
- 1999년 5월 25일 : 7시부터 2000년 하계 올림픽 축구 남자 아시아 지역 예선 대한민국 : 스리랑카 중계방송으로 인해 결방
- 1999년 9월 27일 : 7시부터 2000년 하계 올림픽 대표 축구 평가전 대한민국 : 일본 중계방송으로 인해 결방

## 참고 사항
- 김희애의 3년 만의 안방극장 복귀작이었다.[4][5] 그러나, 김희애의 명성에 비해 역할 비중이 턱없이 작았다는 지적이 있었다.[6]
- 1996년 <가슴을 열어라> 출연 거부로 인해 무기한 출연정지를 받은 변우민[7]의 MBC 복귀작이었다.
- 작가 박정란의 1988년 <내일 잊으리> 이후 11년 만의 MBC 복귀작이었다.
- 극중 할아버지 김인태와 조강지처 정혜선, 젊은 첩 윤미라의 삼각관계가 시대착오적인 관계설정이라는 거부감을 일으킨 데 이어[8] 박찬환을 남편으로, 조재현을 애인으로 설정한 김희애의 멜로가 전개될수록 온 가족이 볼 저녁일일극의 줄거리로 맞지 않는다는 비난을 받았다.
- 드라마가 방영되는 와중에, 스포츠서울은 "작가의 양식에 문제가 있다"(99년 4월 15일), "'하나뿐인 당신'이 비난받는 이유는 작가가 불륜, 비정상적인 인물, 복잡한 관계 등 충격요법을 너무 안이하게 사용했기 때문"(99년 4월 19일), "탄탄한 연기력을 갖춘 연기자와 작품성 있는 드라마를 연출한 PD가 포진해 있음에도 대본이 받쳐주지 못해 관심권 밖으로 밀렸다"(99년 4월 22일) 등의 기사를 잇달아 방송면 머릿기사로 장식하여 집필자 박정란씨의 명예를 훼손[9]하였다.
- 이에 한국방송작가협회는 스포츠서울의 잇따른 비난기사를 인신공격성 기사로 규정하고, 이 신문사 사장의 공개사과를 촉구했다.[10]
- 65회(99년 7월 5일)부터 공동 집필 작가로 김홍주를 투입하였다가, 70회(99년 7월 12일)부터는 김홍주 단독 집필로 변경됐다.